# Isola di Sant'Antioco
L'isola di Sant'Antioco (in sardo isula 'e Sàntu Antiògu,  in tabarchino uiza de Sant'Antióccu) è situata all'estremo sud ovest della Sardegna e ad essa legata da un ponte e un istmo artificiale. In epoca Romana era conosciuta come Insula Plumbaria.

## Geografia

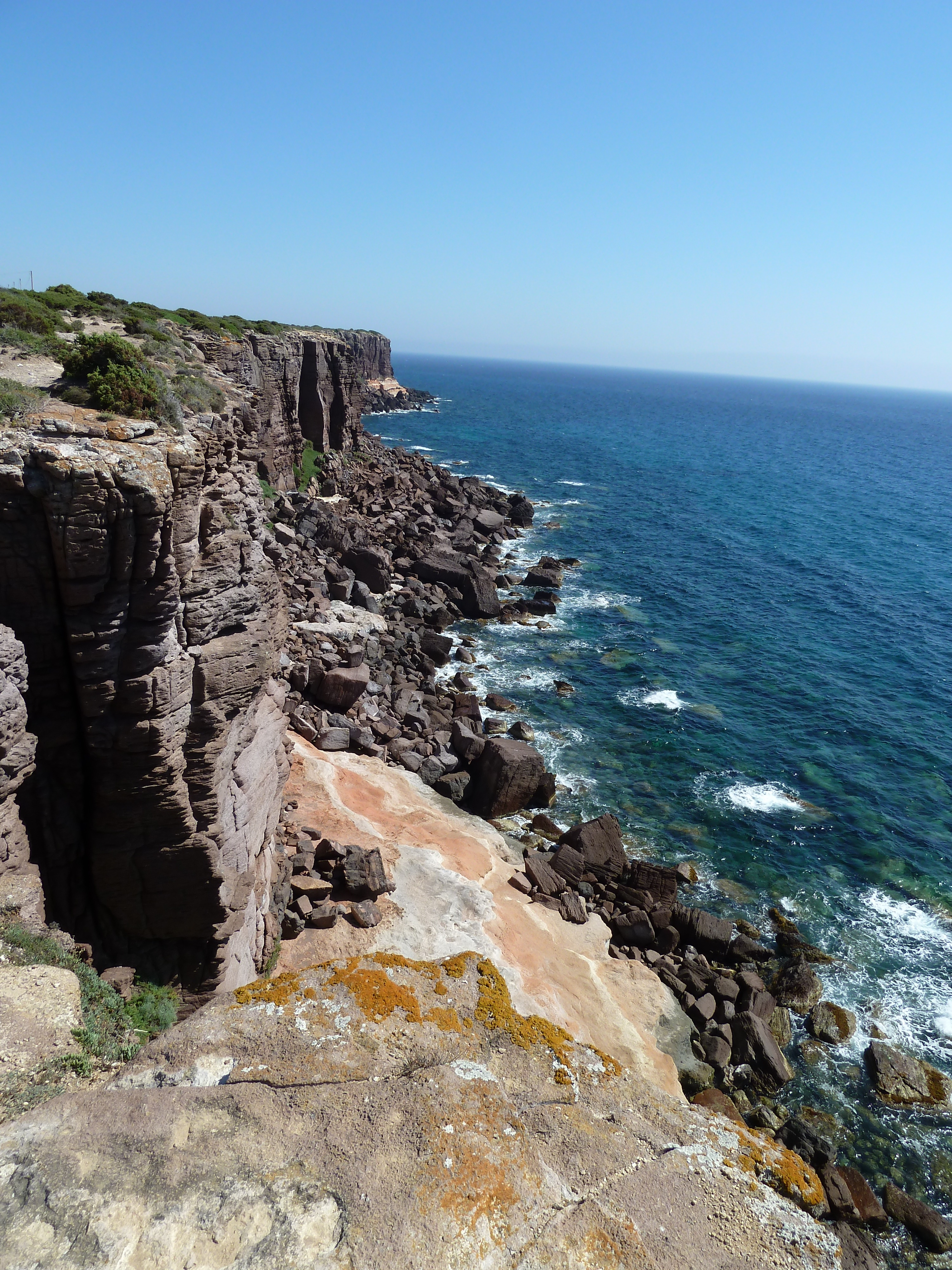
Scogliera nido dei passeri

### Territorio
Sant'Antioco è per estensione la quarta isola del territorio della Repubblica Italiana (108,9 km²), subito dopo l'Elba, (Sant'Antioco ha pressoché la metà della superficie dell'Elba), e prima di Pantelleria (83 km²); al sesto posto troviamo l'isola "sorella" di Sant'Antioco, l'isola di San Pietro.
L'isola è in gran parte di origine vulcanica; si tratta di vulcanesimo antico e ormai inattivo da almeno 15-20 milioni di anni. La costa dell'isola è prevalentemente rocciosa.
Nella parte occidentale (verso il mare aperto), la costa è caratterizzata da pareti verticali o molto scoscese a falesia, con intervallate grotte ed alcune insenature, con poche ma grandi spiagge.
La costa orientale, che si affaccia sulla prospiciente Sardegna ha invece costa bassa e sabbiosa che nel, punto di istmo che la collega alla Sardegna stessa, viene progressivamente ad assumere un aspetto lagunare.
Il golfo meridionale, a Sud dell'istmo, racchiude grandissime spiagge sabbiose, delimitate da tomboli e dune.
L'interno dell'isola è collinoso con altitudini limitate, privo di corsi d'acqua di rilievo.
Al largo, verso sud, esistono alcuni isolotti rocciosi disabitati e di difficile accesso, il più grande dei quali è l'isola del Toro.

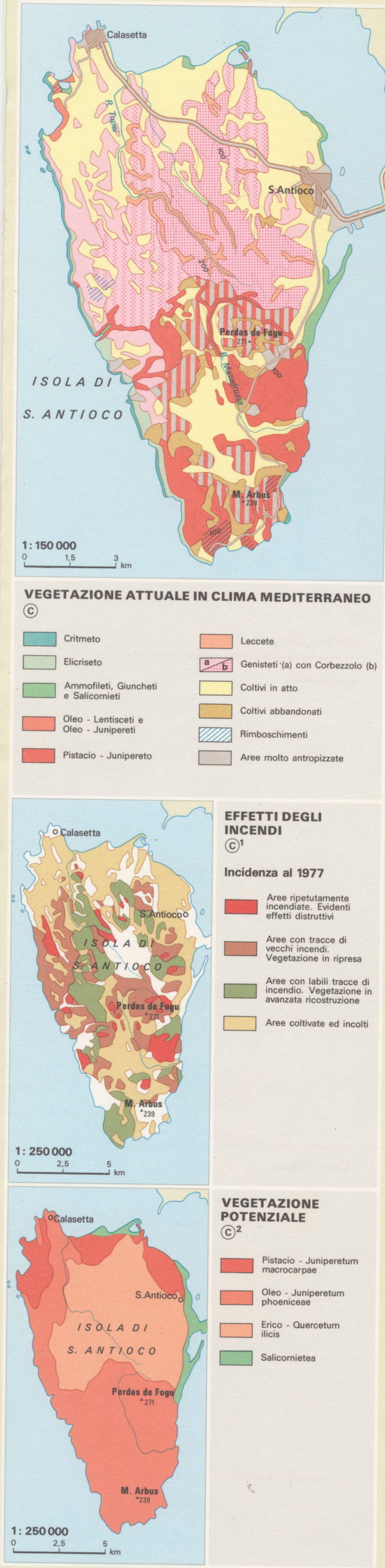
Vegetazione dell'isola di Sant'Antioco

La formazione vegetale principale è la tipica macchia mediterranea bassa costituita da cisto (Cistus), lentisco (Pistacia lentiscus), corbezzolo (Arbutus unedo) e ginepro (Juniperus). Tra le forme di vita vegetale sono presenti sull'isola anche la palma nana (Chamaerops humilis), unica specie spontanea europea, e il dattero di Creta (Phoenix theophrasti).
L'isola è punteggiata nelle zone riparate da piccoli orti e vigne a conduzione familiare, soprattutto nella parte più protetta (orientale); i fruttiferi più estesamente coltivati sono la vite (Vitis vinifera) con diverse varietà, il fico e il fico d'india.
Sono presenti puntualmente alcuni rari endemismi botanici.

### Clima
Il clima è definito come mediterraneo caldo.
Gli inverni sono freschi, umidi e a volte ventosi; il vento dominante è il maestrale, seguito dallo scirocco. L'estate è calda e arida, le temperature massime sono comunque fortemente moderate dal clima marino, ventilato e fresco.
Mentre in inverno la vegetazione erbacea che ricopre tutta l'isola è ricca, rigogliosa e fiorita, in estate è pressoché inesistente ed è limitata a una onnipresente macchia mediterranea a sempreverdi che nelle parti più riparate assume portamento arboreo, soprattutto a Leccio e Ginepro. La piovosità estiva è trascurabile.

## Storia

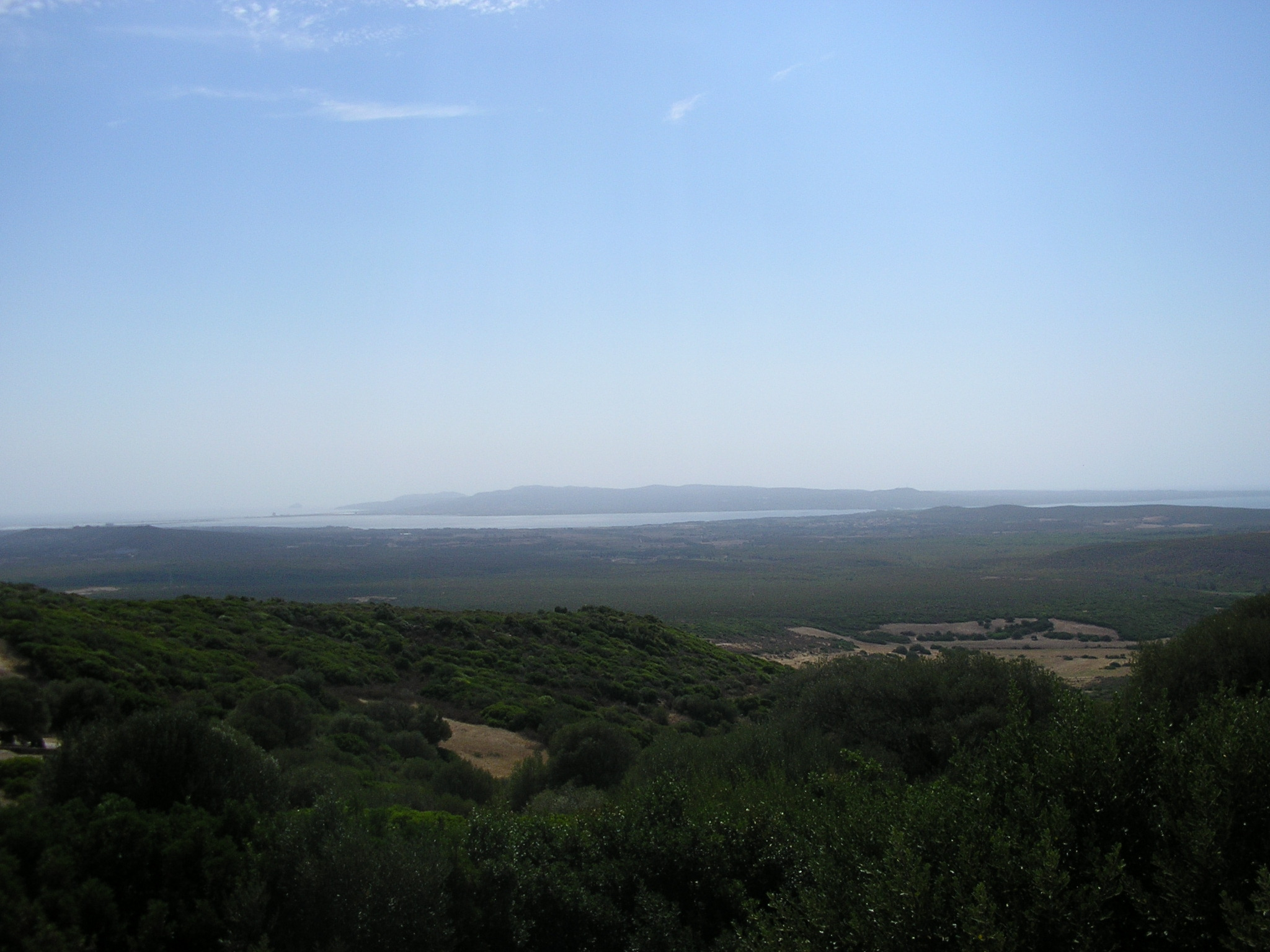
L'isola vista da Monte Sirai

Fu abitata in epoca preistorica da popolazioni native dell'età nuragica. Nella parte sudorientale fu fondato dai fenici, attorno al IX secolo a.C., un insediamento urbano denominato Sulki. In seguito l'isola fu conquistata dai cartaginesi, attorno al VI secolo a.C., e poi sottomessa all'impero romano dopo le guerre puniche con il nome di Sulcis, che diede anche il nome attuale alla regione circostante.
Durante il dominio romano l'isola era conosciuta anche col nome di Insula Plumbaria o Insula Plumbea. L'origine del nome è controversa: potrebbe essere dovuta alla presenza di antiche miniere di piombo e argento nell'isola oppure, più probabilmente, Sulci fu il centro in cui si vendevano i metalli estratti nella regione del Sulcis.
Dopo la caduta dell'impero romano fu annessa all'impero romano d'oriente e godette di relativa autonomia sotto il Giudicato di Cagliari. Subì incursioni saracene, dominio pisano e aragonese sino al trattato di Utrecht (1713), quando fu annessa con tutta la Sardegna al Regno di Sardegna dei Savoia.
Per lungo tempo fu costantemente base di pirati, soprattutto nelle cale disabitate; il presidio si interruppe con la soppressione del fenomeno in tutto il Mediterraneo, attorno al 1830.

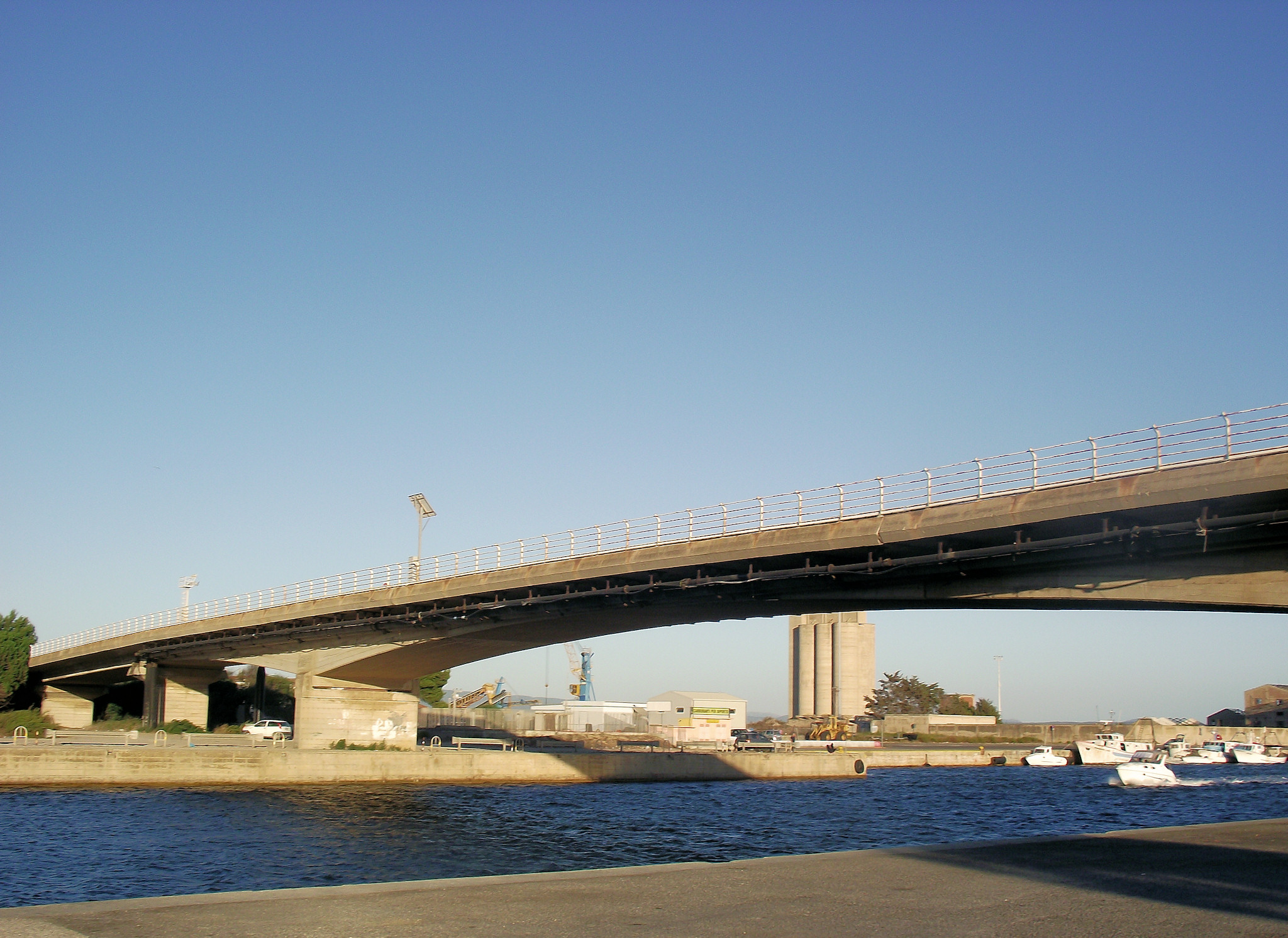
Il ponte che dal 1981 collega l'isola di Sant'Antioco alla Sardegna (anche tramite un istmo artificiale).

Sant'Antioco costituisce l'unico caso in Europa di isola minore sulla quale siano presenti popolazioni storicamente diverse per lingua, tradizioni e costumi. La parte settentrionale, appartenente al comune di Calasetta, è abitata infatti da una popolazione di origine, cultura, e parlata liguri; tale popolazione è detta "tabarchina". Il termine "tabarchino" deriva dalla colonia ligure, proveniente da Pegli e dintorni, presso Genova, insediatasi attorno al 1540 in Tunisia avendo in concessione l'isolotto di Tabarca e poi trasferitasi in parte, nel 1738, sull'isola di San Pietro, dove fu fondata Carloforte, ed in parte, nel 1770, su Sant'Antioco, dove fu fondata Calasetta. Nel centro di Sant'Antioco si parla invece una varietà della lingua sarda.

## Caratteristiche di interesse
Dotata di grandi spiagge relativamente poco affollate anche nei periodi di altissima stagione, presenta fondali di interesse per le attività subacquee, è adatta a pesca d'altura nei periodi primavera - autunno.
Nel periodo 15 maggio - 15 giugno, al passaggio dei tonni lungo le coste esterne delle isole di Sant'Antioco e di San Pietro, viene effettuata la "calata della tonnara" ossia la tradizionale impresa collettiva di pesca del tonno rosso (Bluefin).
Gli stagni e le lagune racchiuse tra l'isola e la Sardegna rappresentano una zona umida di estremo interesse faunistico: fenicottero rosa, cormorani, garzette, gabbiani ed altre specie di uccelli acquatici.
Sulle alte falesie della costa esterna occidentale (verso il mare aperto) nidifica il "falco della Regina" che in autunno migra in Madagascar, in Africa.
È interessante l'enogastronomia locale, con piatti, di terra e di mare, caratteristici; nella parte meridionale strettamente sardi, nella parte settentrionale strettamente liguri.
Di rilievo è la produzione di vini di qualità, ottenuti da vitigni di origine particolare, come il "Carignano", di origine catalana.
Il nome di "Sant'Antioco" venne sostituito al vecchio nome "Sulci" in seguito alla riscoperta delle spoglie del martire mauritano sant'Antioco che, nel primo secolo dopo Cristo, vi portò la religione cristiana. Esiste oggi, restaurata, una delle prime chiese cristiane del Mediterraneo, assunta al ruolo di basilica minore, con le catacombe di Sant'Antioco.
È uno dei pochi luoghi al mondo dove viene effettuata la filatura e tessitura del bisso, fibra ricavata dal mollusco denominato "Pinna nobilis" presente nelle lagune locali a fondo sabbioso.

## Geografia politica
L'isola è territorialmente suddivisa in due comuni: la parte meridionale è amministrata dal comune di Sant'Antioco (il cui territorio amministrato copre la maggior parte dell'isola), la parte settentrionale dal comune di Calasetta.